# اندی وین
اندی وین (انگلیسی: Andy Waine؛ زادهٔ ۲۴ فوریهٔ ۱۹۸۳) بازیکن فوتبال اهل بریتانیا است.
از باشگاه‌هایی که در آن بازی کرده‌است می‌توان به باشگاه فوتبال آکرینگتون استنلی، باشگاه فوتبال هاید، و باشگاه فوتبال برنلی اشاره کرد.